# 茨城県立下妻第二高等学校
茨城県立下妻第二高等学校（いばらきけんりつしもつまだいにこうとうがっこう）は、茨城県下妻市にある県立高等学校。

## 概要
- 1903年（明治36年）、光明寺住職・三浦空成により、光明寺内に私塾・女子文芸会が開設された。

## 部活動
- 2004年度には、男子ソフトボール部が2年連続で全国大会に出場し、野球部は第86回全国高等学校野球選手権大会に初出場した。
- 2009年度には、野球部は第81回選抜高等学校野球大会に初出場した。

## 沿革
（この節の出典）
- 1903年2月11日 - 女子文芸会開設。
- 1909年9月9日 - 女子絅文学校に改組。この年を「創立の年」としている。
- 1919年8月10日 - 下妻町に移管し下妻町立実科高等女学校と改称。
- 1923年11月1日 - 組合立に改組。下妻町外11町村学校組合立下妻町立実科高等女学校と改称。
- 1942年1月1日 - 県に移管し茨城県立下妻高等女学校と改称。
- 1949年4月1日 - 男女共学となり、茨城県立下妻第二高等学校と改称。
- 1993年6月2日 - 男女共学推進指定校となる。
- 1995年4月 - 家政科の募集を停止

## 出身者
- 木村蓮（バスケットボール選手）
- 茨城ヲデル（俳優）

## その他
- 映画『下妻物語』のロケーション撮影に使われた。